# Chiang Klang (huyện)
Chiang Klang (tiếng Thái: เชียงกลาง) là một huyện (amphoe) ở phía bắc thuộc tỉnh Nan, phía bắc Thái Lan.

## Địa lý
Các huyện giáp ranh (từ phía bắc theo chiều kim đồng hồ): Thung Chang, Pua, Tha Wang Pha và Song Khwae.

## Lịch sử
Tiểu huyện (King Amphoe) được lập ngày 20 tháng 6 năm 1968, khi 4 tambon Puea, Chiang Klang, Chiang Khan và Na Rai Luang đã được tách ra từ huyện Thung Chang. Đơn vị này đã được nâng cấp thành huyện ngày 16 tháng 11 năm 1971.

## Hành chính
Huyện này được chia thành 6 phó huyện (tambon), các đơn vị này lại được chia ra thành 59 làng (muban). Sop Kon là một thị trấn (thesaban tambon) và nằm trên một số khu vực của tambon Chiang Klang, Puea và Phaya Kaeo. Có 4 Tổ chức hành chính tambon.
| STT | Tên             | Tên tiếng Thái | Số làng | Dân số |  |
| --- | --------------- | -------------- | ------- | ------ |  |
| 1.  | Chiang Klang    | เชียงกลาง       | 12      | 7.643  |  |
| 2.  | Puea            | เปือ            | 15      | 6.970  |  |
| 3.  | Chiang Khan     | เชียงคาน        | 5       | 1.699  |  |
| 4.  | Phra That       | พระธาตุ         | 10      | 3.860  |  |
| 8.  | Phaya Kaeo      | พญาแก้ว         | 7       | 3.412  |  |
| 9.  | Phra Phutthabat | พระพุทธบาท      | 10      | 5.289  |  |

Các con số mất là tambon nay tạo thành huyện Song Khwae.